# Tate McRae
Tate Rosner McRae (/teɪt məkˈreɪ/ Calgary, Alberta, 1 de julio de 2003), conocida artísticamente como Tate McRae, es una cantante, compositora y bailarina canadiense. Ganó reconocimiento por primera vez como la primera finalista canadiense en el programa de telerrealidad estadounidense So You Think You Can Dance (2016). Posteriormente, firmó con RCA Records en 2019 y lanzó dos EPs: All the Things I Never Said (2020) y Too Young to Be Sad (2021). Este último fue el EP femenino más reproducido de 2021 en Spotify y fue precedido por el sencillo «You Broke Me First», que alcanzó el top ten en el Canadian Hot 100 y el top 20 en el Billboard Hot 100 de Estados Unidos.
El álbum debut de McRae, I Used to Think I Could Fly (2022), alcanzó el puesto número tres en las listas musicales de Canadá y produjo el sencillo «She's All I Wanna Be», que entró al top ten. Luego de desarrollar un sonido más orientado al pop, su sencillo de 2023 «Greedy» se convirtió en un éxito comercial a nivel mundial, alcanzando el primer puesto en el Billboard Global 200 y en el Canadian Hot 100, y el número tres en el Hot 100. Esta canción precedió a su segundo álbum de estudio, Think Later (2023), que debutó entre los cinco primeros en varios países. El tercer álbum de estudio de McRae, So Close to What (2025), encabezó las listas de éxitos a nivel mundial, incluyendo el Canadian Albums Chart y el Billboard 200 de Estados Unidos, y produjo el sencillo internacional «Sports Car», que llegó al top ten. En 2025, logró su primer sencillo número uno en el Billboard Hot 100 como artista invitada en la canción de Morgan Wallen «What I Want».

## Primeros años de vida y educación
Tate Rosner McRae nació el 1 de julio de 2003 en Calgary, Alberta. Es hija de Tanja Rosner, una instructora de baile, y Todd McRae, un abogado que trabaja para compañías de petróleo y gas. Tiene ascendencia escocesa y alemana. A los dos años se mudó con su familia a Omán debido al trabajo de su padre; vivió allí durante tres años. Durante su estancia en Omán, McRae asistió a la American International School Muscat (TAISM). McRae comenzó a entrenarse en danza de manera recreativa a los seis años. Tras regresar a Calgary, a los ocho años comenzó a entrenarse más intensamente en danza y compitió con Drewitz Dance Productions. Desde los once años, comenzó a entrenarse en todos los estilos de danza en YYC Dance Project, una compañía de danza propiedad de su madre, y también recibió formación en ballet en la School of Alberta Ballet, la escuela de formación de la compañía Alberta Ballet Company. McRae asistió a la Western Canada High School y se graduó en línea en 2021.

## Carrera

### 2013-2018: Carrera de danza
McRae fue premiada como Mini Mejor Bailarina Femenina en los Premios de Danza de 2013 en la ciudad de Nueva York. Después de ganar algo de prominencia, se convirtió en embajadora de marca para el fabricante estadounidense de zapatos de baile Capezio. Se convirtió en finalista de la Gala Nacional de 2014 de la New York City Dance Alliance. También prestó su voz a Spot Splatter Splash para la franquicia Lalaloopsy (2013-2015).
En 2015, McRae recibió una beca de dos semanas en la compañía de Ballet Estatal de Berlín después de ganar la medalla de plata como solista y la medalla de bronce por su dúo en el Gran Premio Juvenil de América de 2015. Bailó en el vídeo musical del sencillo certificado platino de Walk off the Earth, «Rule The World». Por segunda vez, McRae recibió el premio a la Mejor Bailarina en los Dance Awards 2015, esta vez en la categoría Junior.
En junio de 2016, actuó en el concierto de Justin Bieber en Calgary para la gira Purpose World Tour durante la interpretación de Bieber de «Children». En abril de 2016, McRae actuó en The Ellen DeGeneres Show como parte del grupo DancerPalooza. En junio de 2016, participó en la decimotercera temporada del programa de televisión estadounidense So You Think You Can Dance. Mientras competía por el título de bailarina favorita de Estados Unidos como no estadounidense, fue asesorada por la bailarina y actriz estadounidense Kathryn McCormick. Ella avanzó más en la competencia que cualquier otro canadiense en la historia del programa, quedando en tercer lugar en el episodio final. El presentador de televisión canadiense Murtz Jaffer de Toronto Sun reaccionó: «El hecho de que los canadienses no pudieran votar por Tate hace que su tercer puesto sea aún más impresionante. Si bien es posible que no haya sido votada como la bailarina favorita de Estados Unidos, ciertamente podría ser la de Canadá». Actuó en los Teen Choice Awards 2016 como finalista del elenco de SYTYCD cast. Actuó nuevamente en The Ellen DeGeneres Show en octubre de 2016 como parte del grupo Jump Dance Convention.
Apareció en la portada de la revista Dance Spirit en abril de 2017. En mayo de 2017, apareció en un pas de deux en la producción de la Alberta Ballet Company, «Our Canada», coreografiada por Jean Grand-Maître. En noviembre de 2017, después de bailar la canción «Tell Me You Love Me» de Demi Lovato, Lovato la invitó a ensayar con sus bailarines para su actuación en los American Music Awards. Por tercera vez, ganó el premio a la Mejor Bailarina en los Dance Awards 2018 en Las Vegas, esta vez en la categoría Adolescente, convirtiéndola en la primera bailarina en la historia de la competencia en ganar en todas las categorías, desde mini hasta adolescente. En abril de 2018, coreografió y bailó en el vídeo musical de la canción «Just Say When» de la banda de rock estadounidense Nothing More.

### 2017-2019: Inicios de la carrera musical
Desde su creación en 2011, el canal de YouTube de McRae ha presentado un flujo bastante constante de vídeos principalmente de baile. En 2017, comenzó Create With Tate, una serie de videos centrada en mostrar canciones originales que escribió y grabó en su dormitorio. Su subida de la primera canción de la serie, «One Day», que escribió a la edad de 14 años, atrajo más de 40 millones de visitas, lo que la llevó a autoeditar la canción como sencillo independiente. La canción eventualmente recibiría la certificación de oro en Canadá, lo que la convertiría en la primera certificación de su carrera. De 2017 a 2019, McRae continuó subiendo y lanzando sencillos independientes como parte de su serie Create With Tate. Las canciones notables incluyen «Dear Ex Best Friend», que tiene más de 50 millones de visitas y «Dear Parents», con más de 20 millones de visitas. La serie la llevó a ser nombrada Artista en ascenso de YouTube.
Su carga anterior de «One Day» llamó la atención de 11 sellos discográficos. Finalmente firmó con RCA Records, en agosto de 2019, porque la apoyaron para mantener una carrera de danza junto con su música. Tras su fichaje, McRae anunció su EP debut All the Things I Never Said en diciembre de 2019. Lanzó el EP de cinco pistas el 24 de enero de 2020 y anunció su primera gira como cabeza de cartel por Europa y Norteamérica. Se agotaron las entradas para cada parada de la gira. La gira recibió una calificación de cuatro de cinco estrellas de Roisin O'Connor de The Independent, quien describió a McRae como una intérprete impresionante.
El sencillo principal del EP, «Tear Myself Apart», fue coescrito por Billie Eilish y Finneas O'Connell. El último sencillo del EP, «Stupid», llegó a las listas de Irlanda y Canadá, obteniendo un importante rendimiento en la radio en este último, alcanzando su punto máximo entre los 15 primeros de las listas de radio pop canadienses. «Stupid» obtuvo la certificación de oro en Canadá. «That Way», una canción del EP experimentó un resurgimiento en 2021 después de volverse viral en TikTok y llegar a las listas de Reino Unido e Irlanda. McRae lanzó un remix de «That Way» con Jeremy Zucker el 3 de septiembre de 2021. En diciembre de 2023, el EP había acumulado más de 729 millones de reproducciones en Spotify.

### 2020-2021:Too Young to Be Sad

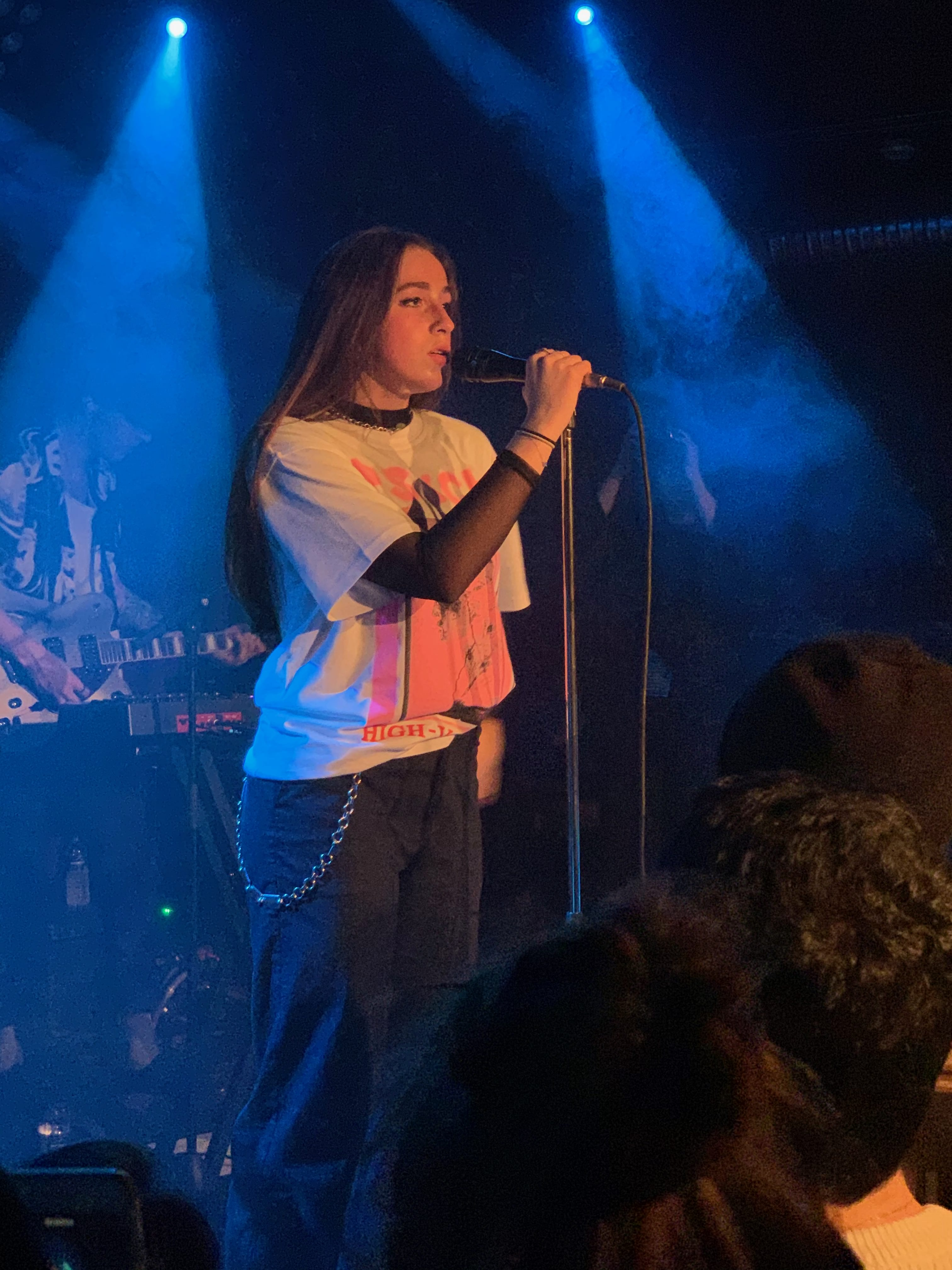
McRae en Berlín en febrero de 2020.

En abril de 2020, McRae lanzó el sencillo «You Broke Me First» como sencillo principal de su segundo EP titulado Too Young to Be Sad. La canción fue un éxito internacional, ubicándose entre los diez primeros de las listas en varios países y convirtiéndose en su primer sencillo en aparecer en el Billboard Hot 100. También fue la canción más larga lanzada por una artista femenina en 2020 en el Billboard Hot 100, con 38 semanas. Alcanzó el puesto número 1 en la lista Mediabase Top 40, rompiendo el récord del ascenso más largo al número uno por parte de una solista femenina en 28 semanas.
McRae lanzó el sencillo «Vicious» con el rapero estadounidense Lil Mosey en junio de 2020 y «Don't Be Sad» en agosto de 2020. Fue nominada al premio MTV Video Music Award como Mejor artista nuevo push, e interpretó «You Broke Me First» en el pre-show de los VMA. En septiembre de 2020, apareció en la portada de la revista Dork.
McRae hizo su primera aparición televisiva nocturna en Jimmy Kimmel Live! el 21 de octubre interpretando «You Broke Me First». El mismo mes, lanzó el sencillo «Lie to Me» con el cantante canadiense Ali Gatie. Volvió a interpretar «You Broke Me First» en noviembre de 2020 en los MTV Europe Music Awards 2020. Apareció en la portada de Notion en noviembre de 2020. En diciembre de 2020, lanzó «r u ok», el segundo sencillo de su próximo EP.
McRae obtuvo un reconocimiento notable como artista en ascenso en 2020, siendo nombrada Artista en ascenso de YouTube, Artista Push de MTV para julio y artista de Vevo DSCVR. Apareció en la lista 21 Under 21 One to Watch de Billboard y fue nombrada por Pandora, The Independent, NME, Amazon Music, y Uproxx como artista a seguir en 2021. En diciembre de 2020, era la persona más joven incluida en la lista Forbes 30 Under 30 en la categoría de música. En el mismo mes, fue nombrada una de las diez artistas más importantes de 2020 por Rolling Stone y apareció en la lista «The Come Up: Emerging Artists» de TikTok como una de los principales artistas emergentes de la plataforma. También apareció en la serie On the Rise de Harper's Bazaar. Hacia finales de año, tras el éxito de «You Broke Me First», firmó un contrato editorial mundial con Sony/ATV.
En enero de 2021, McRae interpretó «You Broke Me First» en The Tonight Show Starring Jimmy Fallon. Al día siguiente, lanzó la canción «Rubberband» como tercer sencillo de su próximo EP. El 3 de marzo de 2021, lanzó el sencillo «Slower» y anunció su segundo EP llamado Too Young to Be Sad, que se lanzó el 26 de marzo de 2021. Ese mismo día, fue anunciada como artista de Apple Music Up Next. En marzo de 2021, McRae apareció en Jimmy Kimmel Live! interpretando «Slower», y recibió dos nominaciones al premio Juno.
El 16 de abril de 2021, McRae lanzó la canción «You» junto a Regard y Troye Sivan. El 8 de mayo de 2021, McRae realizó un espectáculo virtual mundial, «Too Young to Be Sad». El programa fue elogiado por Ali Shutler de NME, quien le otorgó una calificación de cuatro estrellas y lo describió como un espectáculo ingenioso, impresionante y constante con ambición de estrella del pop. Más tarde ese mes, firmó su primer acuerdo de patrocinio con Essentia Water. En mayo de 2021, McRae fue nominada al premio Social Star en los IHeartRadio Music Awards, e interpretó «You» con Regard y Troye Sivan en The Tonight Show Starring Jimmy Fallon. A finales de mes, apareció en la banda sonora de la serie original de Amazon Panic con el tema «Darkest Hour».
En junio de 2021, apareció en la canción «U love U» de Blackbear, interpretó «Lie to Me» en los premios Juno 2021, y lanzó la canción «Working», una colaboración con Khalid. En agosto de 2021, McRae apareció en la portada de Hunger. En octubre de 2021, apareció en la lista de 21 menores de 21 de Billboard para 2021 y en la lista People's One to Watch para 2021. McRae apareció en la portada de Numéro en noviembre de 2021. A finales de 2021, Too Young to Be Sad había acumulado más de mil millones de reproducciones en Spotify convirtiéndose en el EP más reproducido de 2021 por una artista femenina en Spotify. El EP fue nominado a Álbum del año y Álbum pop del año en los premios Juno 2022.

### 2021-2022:I Used to Think I Could Fly

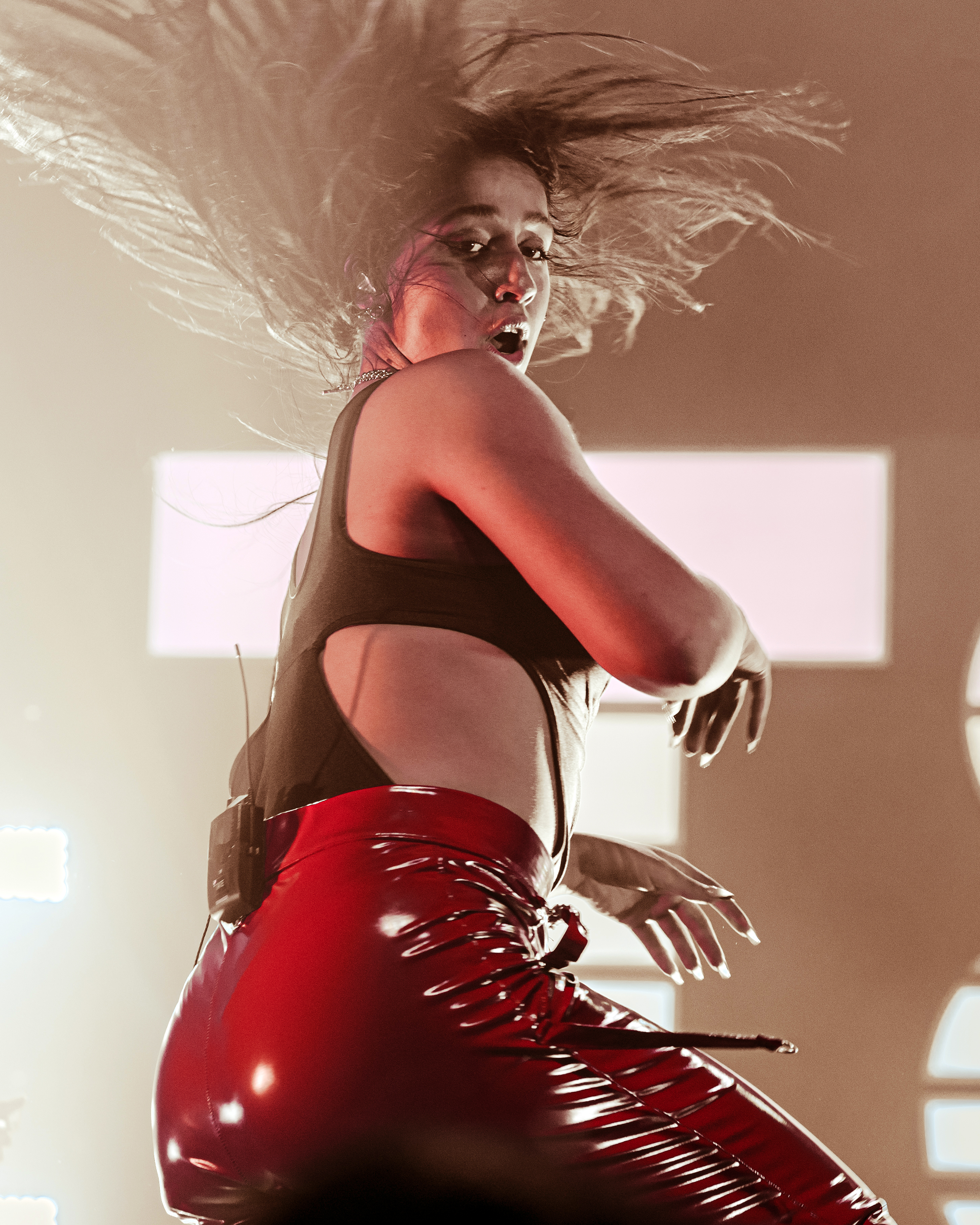
McRae en el Teatro Fonda en marzo de 2022.

El 11 de noviembre de 2021, McRae lanzó «Feel Like Shit», el sencillo principal de su álbum de estudio debut I Used to Think I Could Fly, que se lanzó el 27 de mayo de 2022. En enero de 2022, fue nominada a tres premios iHeart Radio Awards.
«She's All I Wanna Be», el segundo sencillo del álbum, se lanzó el 4 de febrero de 2022. La canción alcanzó el top 10 en Canadá, Irlanda, Noruega, Singapur y Bélgica. También se ubicó en el Top 40 en varios países. Debutó en el puesto 52 en los Estados Unidos, convirtiéndose en su debut más alto en el Hot 100 en ese momento. En febrero de 2022, McRae fue anunciada como embajadora de la marca Maybelline y el rostro de su nuevo color de labios líquido Vinyl Ink.
McRae lanzó «Chaotic», el tercer sencillo del álbum el 25 de marzo de 2022, y lanzó «What Would You Do?» como cuarto sencillo el 13 de mayo de 2022. El 3 de junio de 2022, Tate lanzó un video musical para su sencillo «don't come back» exclusivamente a través de TikTok, y luego lanzó la versión vertical del video el 11 de julio de 2022 en YouTube.
En septiembre de 2022, McRae lanzó el sencillo «uh oh». En noviembre de 2022, Tate apareció en «10:35» de Tiësto, un sencillo promocional para la inauguración del resort de lujo Atlantis The Royal, Dubai. La canción se convirtió en su segundo Top 10 en el Reino Unido. Alcanzó el Top 10 en otros diez países.

### 2023-2024:Think Later

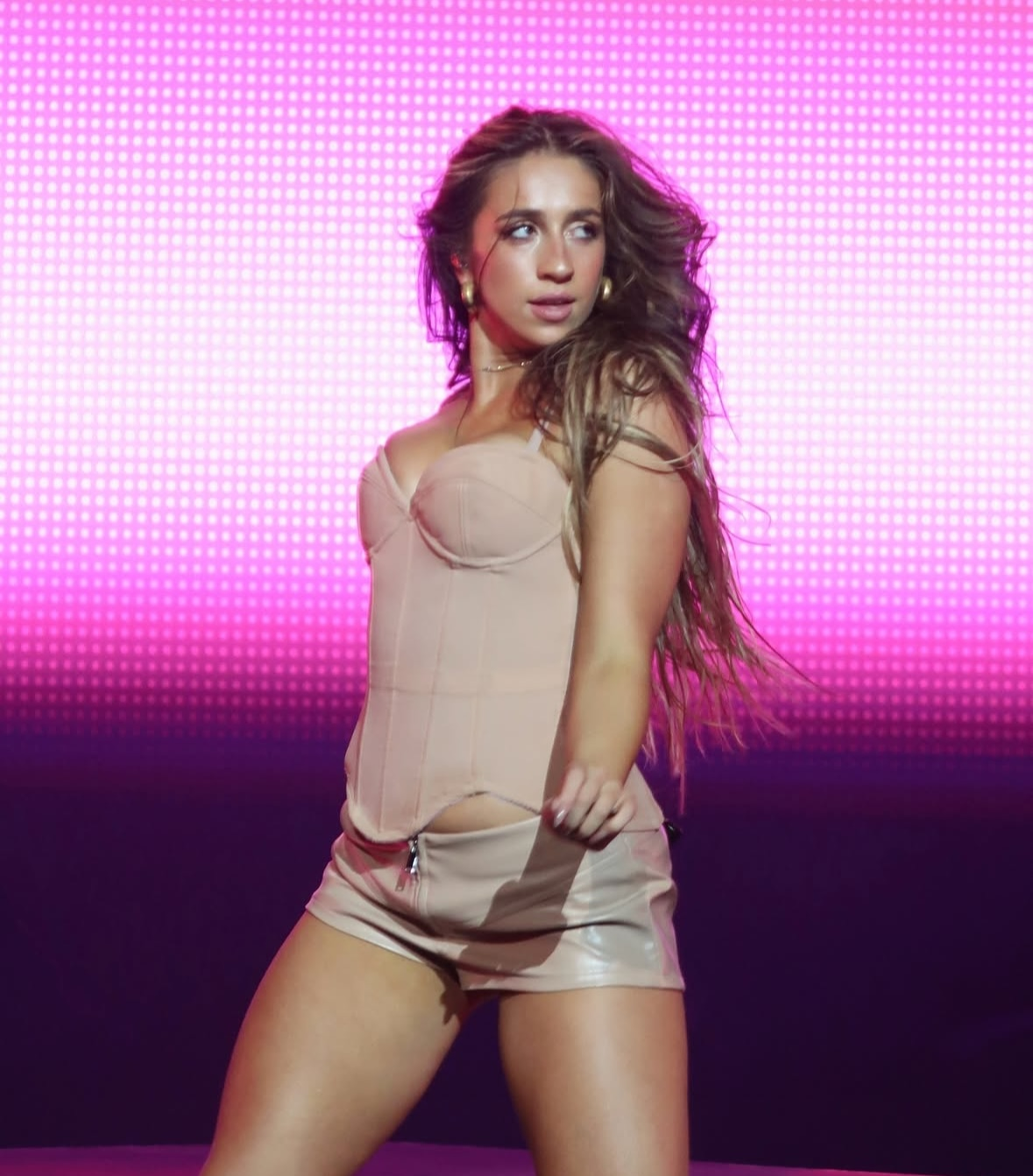
McRae en Manila en noviembre de 2024.

Para agosto de 2023, McRae comenzó a adelantar una nueva canción. El 15 de septiembre de 2023, lanzó su canción «Greedy», la cual se convirtió en su debut más exitoso hasta la fecha en Spotify, y en su primer top 10 en las listas globales de Spotify. La canción alcanzó el primer lugar en el Canadian Hot 100 y debutó en la cima de las listas en Dinamarca y Noruega. «Greedy» también encabezó las listas en varios otros países, incluyendo Australia y los Países Bajos, así como el Billboard Global 200, convirtiéndose en su primer sencillo número uno a nivel mundial. Además, la canción se posicionó dentro del top 10 en varios países como Francia, Islandia, Nueva Zelanda y el Reino Unido. En Estados Unidos, «Greedy» se convirtió en su primer tema en ingresar al top 10 del Billboard Hot 100, alcanzando el puesto número tres. También fue la canción número uno del año 2024 en la lista Pop Airplay de Estados Unidos, después de mantenerse en el primer lugar durante un total de ocho semanas. La canción fue un éxito comercial y sirvió como el sencillo principal de su entonces próximo segundo álbum de estudio. En noviembre, lanzó un segundo sencillo titulado «Exes», el cual también alcanzó el top 10 en Canadá.
El 8 de diciembre de 2023, McRae lanzó su segundo álbum de estudio, Think Later. El álbum recibió críticas positivas y fue descrito como un «cambio definitorio en su carrera». Debutó en el top cinco de las listas musicales a nivel mundial, incluyendo el puesto número cuatro en el Billboard 200 de Estados Unidos, con 66,000 unidades equivalentes a álbumes en su primera semana (de las cuales 8,000 fueron ventas puras); esto marcó el primer álbum de McRae en entrar al top 10 en Estados Unidos. En los Premios Juno 2024, McRae ganó los galardones de Artista del Año y Sencillo del Año por «Greedy».
A finales de 2023, McRae hizo su debut en Saturday Night Live, interpretando «Greedy» y una canción inédita en ese momento titulada «Grave». Durante el resto de 2023 y principios de 2024, McRae continuó presentando «Greedy» en varias premiaciones, incluyendo los Billboard Music Awards, el Juego de Estrellas de la NHL 2024, los Premios Brit, y los iHeartRadio Music Awards.

### 2024-presente:So Close to What
En septiembre de 2024, McRae lanzó el sencillo «It's OK I'm OK», el cual tuvo éxito comercial, ingresando en las listas de varios países alrededor del mundo y convirtiéndose en su debut más alto en el Billboard Hot 100, alcanzando el puesto número 20. En noviembre, lanzó un segundo sencillo titulado «2 Hands», que alcanzó el puesto 41 en el Hot 100 y el número 22 en Canadá. Junto con este segundo sencillo, McRae anunció su tercer álbum de estudio, So Close to What, el cual fue lanzado el 21 de febrero de 2025, junto con los planes para su gira Miss Possessive Tour, que comenzó el 18 de marzo del mismo año. So Close to What se convirtió en su primer álbum número uno en el Billboard 200. Su tercer sencillo, «Sports Car», fue lanzado el 24 de enero de 2025. La canción alcanzó el puesto número nueve en el Canadian Hot 100 y también ingresó al top 10 en Australia, Irlanda, Nueva Zelanda y el Reino Unido. McRae hizo su primera aparición como invitada en el sofá de The Tonight Show Starring Jimmy Fallon el 25 de febrero de 2025, donde le enseñó a Fallon cómo hacer el baile de «It's OK I'm OK». Regresó al programa el 5 de marzo de 2025 para interpretar «Revolving Door», siendo su tercera presentación en el show. El 1 de marzo de 2025, McRae se presentó por segunda vez en Saturday Night Live, interpretando las canciones «Sports Car» y «Dear God». Inició su gira Miss Possessive Tour, su primera gira en estadios, el 18 de marzo, realizando la etapa de Sudamérica del 18 al 29 de marzo, y comenzó la etapa de Europa el 7 de mayo.
En mayo de 2025, McRae fue artista invitada en la canción «What I Want» de Morgan Wallen, incluida en su álbum I'm the Problem (2025). La canción debutó en el puesto número uno del Billboard Hot 100, convirtiéndose en el primer número uno de McRae. Ese mismo mes, se lanzó la canción «Just Keep Watching», que fue incluida en la banda sonora de la película F1, la cual se estrenó el 27 de junio de 2025. También se presentó en el Capital Summertime Ball el domingo 15 de junio en el Estadio de Wembley, en medio de su gira Miss Possessive Tour.

## Arte

### Influencias
McRae ha nombrado a Ariana Grande, Post Malone, The Weeknd, Khalid, Jessie Reyez y Jeremy Zucker como sus mayores influencias musicales. Ella cita a Zendaya y Dua Lipa como influencias generales, y ha descrito a ambas mujeres como sus mayores ídolos, señalando que las admira en todos los aspectos de la vida. También ha nombrado a Bruno Mars, Madonna, Christina Aguilera, Britney Spears, Ciara, Jennifer Lopez y Justin Timberlake como inspiraciones para incorporar la danza a sus actuaciones, mientras nombra a Taylor Swift, Julia Michaels y Alec Benjamin como inspiración para escribir canciones. Además, McRae se ha llamado a sí misma una «gran admiradora» de Swift y la describió como «una de las mejores compositoras». McRae también ha expresado su admiración por Billie Eilish.

### Imagen pública
McRae ha sido descrita como «la estrella del baile adolescente convertida en futuro ídolo del pop» por i-D, «la nueva reina adolescente» por Notion, «la respuesta de Canadá a Billie Eilish» por Elle, y «una de las brillantes esperanzas jóvenes del pop» por The Independent. También se ha destacado por sus letras honestas, su voz «impresionante» y su música identificable. Además, McRae ha recibido considerables elogios como bailarina y ha sido elogiada por la artista, bailarina y coreógrafa Paula Abdul, quien la declaró un «regalo de Dios», y coreógrafos como Stacey Tookey y Blake McGrath, quienes declararon que tiene un talento superior a su edad, y este último la describe como «una de las mejores bailarinas con las que jamás haya trabajado», así como el dos veces ganador del Emmy, Travis Wall, quien la nombró como una de sus musas. Margaret Furher de la revista Dance Spirit describió su baile como virtuoso tanto técnica como artísticamente. En marzo de 2024, su canal de YouTube había acumulado más de 1.500 millones de visitas y más de 8.400 millones de transmisiones profesionales en todas las plataformas.

## Vida personal
Desde finales de 2021 hasta principios de 2023, McRae tuvo una relación con el jugador de los Columbus Blue Jackets, Cole Sillinger. En abril de 2024, el rapero y cantante australiano The Kid Laroi confirmó que estaba en una relación con McRae. Ambos colaboraron en la canción «I Know Love», incluida en su álbum de 2025 So Close to What.

## Discografía

### Álbumes de estudio
- 2022: I Used to Think I Could Fly
- 2023: Think Later
- 2025: So Close to What[152]

## Filmografía

### Cine
| Año  | Título                           | Papel                      | Ref(s)  |
| ---- | -------------------------------- | -------------------------- | ------- |
| 2013 | Lala-Oopsies: A Sew Magical Tale | Princess Nutmeg (voz)      | [ 153 ] |
| 2014 | Annie                            | Orphan #17 (no acreditada) | [ 153 ] |
| 2014 | Lalaloopsy Ponies: The Big Show  | Spot Splatter Splash (voz) | [ 153 ] |
| 2015 | Lalaloopsy: Band Together        | Spot Splatter Splash (voz) | [ 153 ] |

### Televisión
| Año     | Título                                          | Papel                | Notas                                                        | Ref(s)  |
| ------- | ----------------------------------------------- | -------------------- | ------------------------------------------------------------ | ------- |
| 2013–14 | Lalaloopsy                                      | Spot Splatter Splash | 17 episodios                                                 | [ 153 ] |
| 2014    | Dancing With The Stars                          | Ella misma           | Episodio: "The Finals" Parte 1                               | [ 153 ] |
| 2015    | So You Think You Can Dance: The Next Generation | Ella misma           | 13 episodios; 3rd lugar                                      | [ 26 ]  |
| 2016    | 2016 Teen Choice Awards                         | Ella misma           | Presente como una de los finalistas de SYTYCD; no acreditada | [ 29 ]  |
| 2016    | The Ellen DeGeneres Show                        | Ella misma           | Fecha de episodio: "28 de abril de 2016"; no acreditada      | [ 24 ]  |

## Premios y nominaciones
| Premio                          | Año  | Categoría                             | Resultado | Ref.    |
| ------------------------------- | ---- | ------------------------------------- | --------- | ------- |
| Dance Awards                    | 2013 | Female Best Dancer (Mini)             | Ganadora  | [ 154 ] |
| Dance Awards                    | 2015 | Female Best Dancer (Junior)           | Ganadora  | [ 155 ] |
| Dance Awards                    | 2018 | Female Best Dancer (Teen)             | Ganadora  | [ 156 ] |
| Youth America Grand Prix        | 2015 | Women – Junior                        | Plata     | [ 21 ]  |
| MTV Video Music Awards          | 2020 | Push Best New Artist                  | Nominada  | [ 157 ] |
| MTV Europe Music Awards         | 2020 | Best Push Act                         | Nominada  | [ 158 ] |
| Nickelodeon Kids' Choice Awards | 2025 | Canción viral favorita («Sports Car») | Nominada  | [ 159 ] |

## Giras musicales

### Como cabeza de cartel
- Are We Flying Tour (2022-2023)
- Think Later World Tour (2024)
- Miss Possessive Tour (2025)

### Giras promocionales
- All the Things I Never Said Tour (2020)